# Ек (списание)
„Ек“ е българско списание, насочено към българите в чужбина.
Официално издание на Държавната агенция за българите в чужбина. Сигналният първи брой излиза през 1993 г. Двумесечно издание (6 книжки годишно). Главен редактор (2008 г.) - Олга Шурбанова.
Разпространява се сред българските дипломатически мисии, културни институти, общности, лични адреси и т.н.